# Tosylcyanid
Tosylcyanid ist eine organische Verbindung und ein Derivat der para-Toluolsulfonsäure, das statt der Hydroxygruppe eine Cyanogruppe trägt.

## Herstellung
Tosylcyanid kann durch Reaktion von Natriumtolylsulfinat mit Chlorcyan bei Raumtemperatur in Wasser hergestellt werden.

## Eigenschaften
Tosylazid ist ein weißer, kristalliner Feststoff.

## Reaktionen
Tosylcyanid enthält eine elektrophile Cyanogruppe, die durch die Sulfonatgruppe aktiviert ist. Nucleophile greifen also am Cyano-Kohlenstoff an. Im Gegensatz zu anderen elektrophilen Cyanoverbindungen wie Bromcyan ist es sowohl länger haltbar als auch weniger giftig. Mit dem Reagenz kann Lithiumphenolat zu Phenylcyanat umgesetzt werden, Phenylmagnesiumbromid zu Benzonitril, Thiophenol zu Phenylthiocyanat und Diethylamin zu Diethylcyanamid. Tosylcyanid kann auch zur Herstellung anderer aromatischer Nitrile verwendet werden. Dazu wird ein bromierter Aromat (zum Beispiel 4-Bromtoluol oder Brommesitylen) zunächst in Tetrahydrofuran bei −94 °C (Kühlung mit flüssigem Stickstoff in Hexan) mit tert-Butyllithium lithiiert und die erhaltene Organolithiumverbindung dann mit Tosylcyanid umgesetzt. Andere Bedingungen wie Reaktionen bei −78 °C oder die Verwendung von Kupferorganylen ergeben weniger gute Ergebnisse.
Es findet auch sonst breite Anwendung als Reagenz in der organischen Synthese, beispielsweise für radikalische Cyanierungen und Hydrocyanierungen. Ein Beispiel für eine radikalische Cyanierung ist die Reaktion von Tosylcyanid und Benzophenon in Acetonitril unter einer Quecksilberlampe, um sp3-Kohlenstoffatome mit Cyanogruppen zu funktionalisieren. Dies ist mit diversen Alkanen, Aminen, Alkoholen und cyclischen Ethern möglich. Eine ähnliche Methode emölicht die Cyanierung von bromsubstituierten Aromaten mit Tosylcyanid,  2,4,5,6-Tetrakis(carbazol-9-yl)isopthalinitril und Tris(trimethylsilyl)silanol möglich, wobei die Reaktion in Aceton unter Einwirkung einer blauen LED erfolgt. Daneben reagiert Tosylcyanid auch in [4+2]- und   [3+2]-Cycloadditionen. Beispielsweise ergibt die 1,3-Dipolare Cycloaddition mit einem Azid ein Tetrazol.  Durch Reaktion mit Tosylcyanid und Wasser in Dimethylformamid können Alkene tosyliert werden, beispielsweise 1,1-Diphenylethen, 2-Vinylpyridin, 1-Penten, Vinylcyclohexan, Cyclopenten, Dihydropyran und Butylvinylether.